# Groupe de travail de l'Union astronomique internationale sur les noms d'étoiles
Le Groupe de travail de l'Union astronomique internationale sur les noms d'étoiles (en anglais IAU Working Group on Star Names, en abrégé WGSN) est un groupe d'astronomes experts en astronomie stellaire, histoire de l'astronomie et culture astronomique chargé de cataloguer et de normaliser le nom propre d'étoiles pour la communauté astronomique internationale.
Il fait partie de la division C de l'UAI « Éducation, sensibilisation et patrimoine » (Education, Outreach and Heritage) et est présidé par l'astronome américain Eric Mamajek. Les autres membres sont :
- Beatriz Garcia (Argentine), présidente (President) de la commission C1 Astronomy Education & Development,
- Duane Hamacher (Australie), président (Chair) du groupe de travail inter-commissions C1-C4 sur le patrimoine intangible ;

- Thierry Montmerle (France), président (Chair) du groupe de travail du comité exécutif sur le nommage des planètes et des satellites planétaires ;
- Jay Pasachoff (États-Unis), membre du comité organisateur de la commission C3 Histoire de l'astronomie et président (Chair) du groupe de travail inter-divisions sur les éclipses solaires ;
- Ian Ridpath (Royaume-Uni), membre de la commission C2 "Communicating Astronomy with the Public" et de la commission C3 Histoire de l'astronomie de la division C
- Xiaochun Sun (Chine), président (President) de la commission C3 Histoire de l'astronomie
- Robert van Gent (Pays-Bas), membre de la division C Éducation, sensibilisation et patrimoine.

## Référence
- Site officiel
- « Page du groupe de travail sur le site de l'UAI. »